# Besa, Bar
Besa este un sat din comuna Bar, Muntenegru. Conform datelor de la recensământul din 2003, localitatea are 67 de locuitori (la recensământul din 1991 erau 272 de locuitori).

## Demografie
În satul Besa locuiesc 53 de persoane adulte, iar vârsta medie a populației este de 44,2 de ani (48,5 la bărbați și 40,6 la femei). În localitate sunt 23 de gospodării, iar numărul mediu de membri în gospodărie este de 2,91.
|  |

| Demografie | Demografie | Demografie |
| An         | Locuitori  | Locuitori  |
| ---------- | ---------- | ---------- |
|            |            |            |
|            |            |            |
|            |            |            |
|            |            |            |
| 1948       | 152        |            |
| 1953       | 167        |            |
| 1961       | 179        |            |
| 1971       | 235        |            |
| 1981       | 246        |            |
| 1991       | 272        | 189        |
| 2003       | 320        | 67         |

| \| Componența etnică conform recensământului din 2003[2] \| Componența etnică conform recensământului din 2003[2] \| Componența etnică conform recensământului din 2003[2] \| Componența etnică conform recensământului din 2003[2] \| Componența etnică conform recensământului din 2003[2] \| \| ----------------------------------------------------- \| ----------------------------------------------------- \| ----------------------------------------------------- \| ----------------------------------------------------- \| ----------------------------------------------------- \| \| \| \| \| \| \| \| Albanezi \| Albanezi \| \| 66 \| 98,5% \| \| necunoscută \| necunoscută \| \| 1 \| 1,49% \| |             |  |    |       |
| Componența etnică conform recensământului din 2003 |             |  |    |       |
| |             |  |    |       |
| Albanezi | Albanezi    |  | 66 | 98,5% |
| necunoscută | necunoscută |  | 1  | 1,49% |